# Eupoca sanctalis
Eupoca sanctalis is een vlinder uit de familie van de grasmotten (Crambidae). De wetenschappelijke naam van de soort is voor het eerst gepubliceerd in 1912 door William Schaus.
De soort komt voor van Costa Rica tot in Colombia en in Venezuela.